# Fulla för kärlekens skull
Fulla för kärlekens skull är en låt skriven av Plura Jonsson, och ursprungligen framförd av Eldkvarn. Den gavs ut som första singel från albumet Svart blogg (2007).

## Historia
Plura skulle åka till Kosteröarna för att skriva nytt material i oktober 2006. Kvällen innan han skulle åka satt han med sin flickvän Maria och drack vin på Rörstrandsgatan i Stockholm. Händelsen som öppnar låten i första versen.
Någonstans slog klockan fyra

Och ute faller regn

Jag reser om en timma

Maria sover än

Vi satt på Rörstrandsgatan

Igår kväll och drack vin

Hösten fyllde våra hjärtan

Två älskande var vi
Pluras resa blev sedan resten av texten, och väl framme på Kosteröarna hade han både text och musik klara att sätta ihop.
Låten gjordes även om till en nedkortad radioversion som är B-sida på CD-singeln.

## Listplaceringar
| Lista (2007) | Topplacering |
| ------------ | ------------ |
| Sverige      | 45           |